# Trichomycterus concolor
Trichomycterus concolor är en fiskart som beskrevs av Costa 1992. Trichomycterus concolor ingår i släktet Trichomycterus och familjen Trichomycteridae. Inga underarter finns listade i Catalogue of Life.